# 多布羅沃爾斯基島
多布羅沃爾斯基島（英語：Dobrowolski Island），是南極洲的島嶼，位於昂韋爾島東岸附近，處於里斯維克角西南面6公里，在1927年由英國探險隊繪入地圖，現時由南極條約體系管理。